# غرانت غوردون
غرانت غوردون هو لاعب هوكي الجليد كندي، ولد في 13 أكتوبر 1900 في بيمبروك في كندا، وتوفي في 20 مارس 1954 في تورونتو في كندا.

## روابط خارجية
- غرانت غوردون على موقع EliteProspects.com (الإنجليزية)
- غرانت غوردون على موقع أوليمبيديا (الإنجليزية)
- غرانت غوردون على موقع اللجنة الأولمبية الكندية (الإنجليزية)